# 藏内秀樹
藏内 秀樹（、1954年1月9日 - ）は、オフィスたま所属の俳優・住職。福岡県出身。芝浦工業大学卒業。身長170cm・体重57kg。

## 人物
特技はモダンダンス・殺陣。築地本願寺内の東京仏教学院を卒業し、2020年6月30日付で浄土真宗本願寺派の覺法寺（静岡県沼津市）の住職を務めている。住職としては藏内 秀樹（）を名乗っている。

## 出演

### テレビドラマ
- はぐれ刑事純情派
- 救命病棟24時
- 離婚弁護士
- こちら本池上署
- スローダンス
- アストロ球団
- ファイト
- ココだけの話
- 警部補 佃次郎
- 盲人探偵・松永礼太郎
- マリア
- 西村京太郎トラベルミステリー
- きらきら研修医
- 土曜ワイド劇場 天才・神津恭介の殺人推理(1)時速240km東北新幹線遠隔殺人トリック！ （1997年6月7日、テレビ朝日）
- ビーロボカブタック 第25話 （1997年8月10日、テレビ朝日） - 天国の神様 役
- 松本清張没後10年記念・張込み（2002年3月2日、テレビ朝日） - 八百屋の主人 役
- 女と愛とミステリー ヤメ検弁護士・英剛直 佐渡が島殺人航路（2002年7月28日、テレビ東京）
- 相棒 Season5 第19話（2007年3月7日、テレビ朝日） - 阿久津喜夫 役
- 夢をかなえるゾウ(女の幸せ篇) （2008年10月2日 - 、日本テレビ/読売テレビ）
- ヴォイス〜命なき者の声〜 （2009年1月12日 - 3月23日、フジテレビ）
- 松本清張生誕100年スペシャル・夜光の階段（2009年4月23日、テレビ朝日/MMJ） 第1話
- インディゴの夜 第26話 （2010年2月9日、東海テレビ/フジテレビ） - 喫茶店のマスター 役
- リバウンド 第9話（2011年6月22日、日本テレビ） - 商店街の店主 役
- 全開ガール（2011年7月11日 - 9月19日、フジテレビ） - 常連客 役
- 桜蘭高校ホスト部 第6話（2011年8月26日、TBS） - 私立桜蘭学院高等部教頭 役
- 謎解きはディナーのあとで 第5話（2011年11月15日、フジテレビ） - マスター 役
- Answer〜警視庁検証捜査官 第2話（2012年4月18日、テレビ朝日）- 斎藤孝志 役
- 梅ちゃん先生（2012年8月、NHK総合） - 税理士 役
- 土曜ワイド劇場 終着駅の牛尾刑事VS事件記者冴子12 （2012年12月29日、テレビ朝日） - 堺一郎 役
- 孤独のグルメ Season3 第8話（2013年8月28日、テレビ東京） - 喫茶店のマスター 役
- さんすう刑事ゼロ 第20話（2014年3月3日、NHK Eテレ） - 佐久間直之 役
- 松本清張ドラマスペシャル・死の発送（2014年5月30日、フジテレビ）
- すべてがFになる 第9話・最終話（2014年12月16日・23日、フジテレビ） - 諏訪野 役
- 釣りバカ日誌〜新入社員 浜崎伝助〜（2015年10月23日 - 12月11日、テレビ東京） - 運転手・笹森 役
- スペシャリスト 第4話（2016年2月4日、テレビ朝日） - 質屋 役
- 水曜ミステリー9 嫌われ監察官 音無一六〜警察内部調査の鬼〜3（2016年2月24日、テレビ東京） - 田辺秀治 役
- 健康で文化的な最低限度の生活 第9話 （2018年9月11日、関西テレビ） - 警備員 役
- 日本ボロ宿紀行 第10話（2019年3月30日、テレビ東京） - 山崎屋主人 役
- 執事 西園寺の名推理2 第2話（2019年5月3日、テレビ東京） - 池田隆 役
- 焼肉プロレス 第3話（2019年7月17日、テレビ大阪） -  執事・西田 役
- オー!マイ・ボス!恋は別冊で 第3話・第8話・最終話（2021年1月26日・3月2日・3月16日、TBS） -  小笠原隆 役
- 大豆田とわ子と三人の元夫  第10話（2021年6月15日、フジテレビ） -　高田 役
- 演じ屋 （2021年7月30日 - 9月3日、WOWOWプライム） - 松田新一郎 役
  - 演じ屋 Re:act（2024年5月24日 - 7月5日、WOWOWプライム）[6]
- ハコヅメ〜交番女子の逆襲〜 第6話（2021年8月25日、日本テレビ） - 竹中茂 役
- 鹿楓堂よついろ日和 第1話、第9話（2022年1月15日、3月12日、テレビ朝日） - 東極京之介 役
- 祈りのカルテ 第1話（2022年10月8日、日本テレビ） -  ベテラン医者 役
- ザ・トラベルナース 第1話（2022年10月20日、テレビ朝日） - 竹夫 役
- 仮面ライダーギーツ 10話 - 12話（2022年11月13日 - 27日、テレビ朝日） - 丹波一徹 / 仮面ライダーケイロウ 役
- テレビとはあついものなり〜放送70年TV創世記〜（2023年3月21日、NHK総合） - 照明さん 役
- unknown 第3話（2023年5月3日、テレビ朝日） - 陣ノ内 役
- 院内警察 第1話（2024年1月12日、フジテレビ） - 野島 役
- ギークス〜警察署の変人たち〜 第2話（2024年7月11日、フジテレビ） - 管理人 役
- 潜入兄妹 特殊詐欺特命捜査官 第4話（2024年10月26日、日本テレビ） - ひっくん / 火野 役
- 恋は闇 第2話（2025年4月23日、日本テレビ） - 笹本 役
- 大追跡〜警視庁SSBC強行犯係〜 第2話（2025年7月16日、テレビ朝日） - 松山耕一郎 役

### 映画
- 嗚呼!!花の応援団 - 男涙の親衛隊 役
- 笑の大学
- 劇場版 おっさんずラブ 〜LOVE or DEAD〜 - 周天凱 役
- 映画 仮面ライダーギーツ 4人のエースと黒狐（2023年7月28日、東映） - 丹波一徹 / 仮面ライダーケイロウ 役[7]

### ラジオドラマ
- FMシアター（NHK-FM）
  - 『冬の曳航』（2017年1月14日）[8]

### その他のテレビ番組
- まちへとびだそう - おじさん

### CM
- 日清食品・どん兵衛
- Panasonic・おたっくす
- 「大人のきのこの山」「大人のたけのこの里」6秒動画シリーズ「大人のチョコスナック6秒劇場『きの子と竹彦』」（2017年9月 – 、明治）– 爺 役[9]